# Крикет
Кри́кет (англ. cricket) — командный неконтактный вид спорта, входящий в семейство игр, в которых используются бита и мяч. Крикет зародился в XVI веке на юге Англии. К концу XVIII столетия игра стала одним из национальных видов спорта. Экспансия Британской империи способствовала распространению игры по всему миру. Первые тестовые матчи между сборными командами были проведены в середине XIX века.
Крикетный матч предполагает соревнование двух команд, каждая из которых представлена одиннадцатью спортсменами. Игра проходит на травяном поле, имеющем форму эллипса. В центре поля расположена прямоугольная земляная площадка — питч. Длина питча составляет 22 ярда или чуть более 20 метров, ширина — 10 футов или 3 метра. На торцах питча находятся деревянные калитки. Игровые зоны на концах питча отделяются от его основного пространства специальными полосами, кризами.
Крикет входил в программу Олимпийских игр 1900 года в Париже. В 2023 году МОК принял решение о включении крикета в программу летних Олимпийских игр 2028 года.

## Описание
Команды по очереди отбивают мяч и играют в поле, пытаясь набрать максимальное количество очков или соответственно помешать в этом сопернику. В зависимости от формата игры команда может отбивать мяч один раз или два раза подряд. В крикете существуют два основных игровых амплуа — подающий мяч боулер (англ. bowler) и бэтсмен (англ. batsman), отражающий мяч битой. Ключевую роль в некоторых игровых эпизодах выполняет уикет-кипер. Ходы в крикете называются иннингсами. Спортсмены играющей в поле команды рассредоточены по всему пространству поля, в то время как соперники представлены лишь двумя бэтсменами. В рамках каждого иннингса боулер играющей в поле команды бросает мяч бэтсмену противника через всю длину питча. Бэтсмен пытается отразить бросок таким образом, чтобы мяч достиг границ поля или улетел достаточно далеко от противников, что позволило бы бэтсмену перебежать в другой конец питча. В случае успеха и при соблюдении некоторых других условий команда бэтсмена зарабатывает очки, раны (англ. run — «пробег»). Вместе с тем, выполнение некоторых игровых условий — поимка мяча соперником до касания земли, разрушение калитки бэтсмена и др. — выводит бэтсмена из игры. Иннингс продолжается до тех пор, пока десять бэтсменов отбивающей команды не будут выведены из игры, после чего команды меняются ролями. Боулеры сменяют друг друга по истечении шести подач, набор которых называется овером.
Существует несколько общепринятых форматов проведения профессиональных крикетных матчей. Различные форматы могут существенно отличаться друг от друга по некоторым параметрам, например, продолжительности. Короткие игры включают лишь 20 оверов, что составляет около 3,5 часов игрового времени, в то время как тестовые матчи между ведущими сборными могут продолжаться до пяти дней шестичасового противостояния. Изменение правил игры находится в ведении Марилебонского крикетного клуба, крупнейшего в мире крикетного бренда. Глобальное регулирование крикетом осуществляет Международный совет крикета, объединяющий ныне 105 членов, лишь 12 из которых обладают статусом полных.

## Правила игры
Правила игры создаются и изменяются Марилебонским крикетным клубом. Кроме того, Международный совет крикета разработал стандартные игровые условия для тестовых и однодневных международных матчей. Создание и использование дополнительных условий на уровне внутренних чемпионатов находится в ведении национальных федераций крикета. В правилах игры предусмотрено несколько форматов проведения матча, в том числе по системе ограниченного количества оверов. Система подразумевает проведение матча в один или два иннигса, которые могут быть ограничены по времени или по количеству оверов. В правилах по традиции используется английская система мер, при этом новые редакции правил включают и измерения в СИ.
Свод правил включает следующие разделы: предисловие, преамбулу, 42 правила и четыре приложения. В предисловии указана краткая история правил и клуба «Марилебон». Преамбула была включена в правила относительно недавно. Данный раздел содержит материалы, посвящённые этическим стандартам крикета. Сами правила изменялись восемь раз. Поправки касались проблем плохого освещения, порядка жеребьёвки, этических принципов игры и других аспектов крикета.
Перечень правил игры и их краткое содержание представлены ниже.

### Игроки и судьи
Первые четыре правила касаются участников матча: игроков, судей и маркёров.
Правило 1: Игроки. Крикетная команда включает одиннадцать игроков, в том числе капитана. Вне рамок официальных соревнований команды могут договориться о большей численности состава, при этом в поле не могут находиться более одиннадцати игроков.
Правило 2: Замены. В крикете можно проводить замены травмированных игроков, однако заменивший игрок не может отбивать, подавать, охранять калитку или действовать в роли капитана. В случае восстановления и при согласии арбитра заменённый игрок возвращается на поле. Неспособный бегать бэтсмен может иметь своего раннера, который будет выполнять пробеги в то время как бэтсмен продолжит отбивать. Если игрок выходит на поле без команды арбитра и касается мяча, мяч незамедлительно становится мёртвым (см. Правило 23), а отбивающая команда получает 5 ранов.
Правило 3: Судьи. На матчах работают двое судей, которые следят за соблюдением правил, принимают все необходимые решения и сообщают о них маркёрам. Правила не требуют наличия третьего судьи, однако в крикете высокого уровня он (находясь вне поля и помогая полевым судьям) может работать на конкретном матче или турнире при особых игровых обстоятельствах.
Правило 4: Маркёры. На игре присутствуют два маркёра, которые следуют сигналам судей и ведут счёт.

### Поле и инвентарь
Следующая группа правил описывает основные требования, предъявляемые к инвентарю спортсменов, питчу и полю в целом.
Правило 5: Мяч. Крикетный мяч делается из пробки и покрывается кожей. Окружность крикетного мяча должна принимать значения в диапазоне от 8 и 13/16 до 9 дюймов или от 22,4 до 22,9 сантиметров. Снаряд должен весить не менее 5,5 и не более 5,75 унций, то есть иметь массу от 155,9 до 163 граммов. В рамках одного иннингса используется, как правило, один мяч. Исключение составляют те случаи, когда снаряд теряется — тогда он заменяется аналогичным. Кроме того, полевая команда может попросить о замене мяча после розыгрыша некоторого числа оверов (80 в тестовых и 34 в однодневных международных матчах).
Правило 6: Бита. Длина биты не должна превышать 38 дюймов или 97 сантиметров, а её ширина — 4,25 дюймов или 10,8 сантиметров. Голая рука или рука в перчатке расценивается как часть биты. Лопасть биты должна быть сделана из дерева.
Правило 7: Питч. Питч (англ. pitch) — это прямоугольная земляная область длиной 22 ярда (около 20 метров) и шириной 10 футов (около 3 метров), на которой произрастает очень короткая трава. Подготовкой питча занимается специальная служба, однако во время матча за его состоянием следят только судьи. Кроме того, судьи определяют, подходит ли питч для игры. Если он признаётся непригодным, то судьи, получив согласие обоих капитанов, могут выбрать другой питч.
Правило 8: Калитки. Калитка (англ. wicket) состоит из трёх деревянных столбцов высотой 28 дюймов (71 сантиметр). Столбцы располагаются вдоль узкого края питча на одинаковом расстояния друг от друга. Ширина калитки составляет 9 дюймов (22,86 сантиметров). На столбцах расположены две незакреплённые деревянные перемычки, называемые бейлами (англ. bails). В некоторых случаях, например, при наличии ветра, судьи могут принять решение об игре без бейлов.
Правило 9: Боулинговый, поппинговый и возвратные кризы. Кризом (англ. crease — «складка») называется полоса, отделяющая ту или иную игровую зону от основного пространства питча. Боулинговый криз — полоса, в центре которой располагаются столбцы калитки. Этот криз обозначает заднюю границу зоны бэтсмена, являясь, таким образом, параллельным узкой стороне питча. Длина боулингового криза составляет 8 футов и 8 дюймов (2,64 метра). Поппинговый криз обозначает переднюю границу зоны бэтсмена. Данный криз параллелен боулинговому и отстоит от него на 4 фута (1,2 метра). Минимальный показатель длины рассчитывается по отношению к центральному столбцу калитки, максимальная же длина криза не установлена. Вследствие этого, поппинговый криз всегда длиннее боулингового. Возвратные кризы перпендикулярны боулинговому и поппинговому, они обозначают коридор движения выполняющего подачу боулера. Концы возвратных кризов упираются в поппинговый криз, а их длина ограничена только снизу (8 футов или 2,4 метра). Концы боулингового криза, в свою очередь, упираются в возвратные.
Правило 10: Подготовка и обслуживание игровой области. При подаче мяч практически всегда отскакивает от питча, поэтому поведение снаряда во многом определяется состоянием покрытия. Следовательно, прокатка, кошение и другие процедуры, связанные с подготовкой и обслуживанием питча, проводятся в соответствии с некоторыми требованиями.
Правило 11: Укрытие питча. Питч считается укрытым, когда персонал стадиона размещает на нём специальные покровы, предотвращающие повреждения от дождя или росы. Правила гласят, что порядок укрытия должен быть заранее согласован с обоими капитанами. Укрытие питча существенным образом влияет на поведение мяча после отскока от поверхности. Площадь перед питчем, где боулер разбегается перед подачей, должна оставаться сухой во избежание травм. При необходимости это место также может быть укрыто.

### Структура матча
Очередной блок правил определяет требования к ходу матча.
Правило 12: Иннингсы. Перед игрой команды договариваются, будет ли проведён один иннингс (англ. innings — «подача»), или же победитель определится по итогам двух партий. Кроме того, соперники выясняют, будут ли иннингсы ограничиваться по времени или по количеству оверов. На практике эти параметры определяются регламентом того или иного состязания. Если в матче с двумя иннингсами не объявляется фоллоу-он (см. Правило 13), то команды по очереди отбивают мяч. Иннингс считается завершённым, когда все бэтсмены отбивающей команды выводятся из игры, капитан сообщает об объявлении или отказе от иннингса, либо когда истекает лимит по времени или количеству оверов. Перед игрой проводится жеребьёвка, по итогам которой победивший капитан выбирает, будет ли его команда отбивать или играть в поле первой.
Правило 13: Фоллоу-он. Данное правило применяется для матчей в два иннингса. Если команда, отбивающая второй, набирает значительно меньшее количество ранов, чем первая, то первая команда может объявить фоллоу-он, то есть заставить оппонентов провести второй иннингс в роли отбивающих сразу после первого. Другими словами, команды будут находиться в роли отбивающих по принципу первая—вторая—вторая—первая, в то время как стандартная схема предполагает порядок первая—вторая—первая—вторая. Для матча, продолжающегося пять дней и более, необходимый разрыв в счёте должен составлять 200 ранов, для трёх- или четырёхдневного матча разница должна составлять 150 очков. Двухдневная игра допускает разрыв в 100 очков, наконец, в рамках однодневного матча объявление фоллоу-она становится возможным при разрыве в 75 ранов.
Правило 14: Объявление и отказ. Данное правило применяется для матчей в два иннингса Если мяч признан мёртвым, капитан отбивающей команды может завершить иннингс в любой момент. Эта процедура называется объявлением (англ. declaration). Капитан выносит объявление в том случае, если считает, что команда набрала достаточное количество ранов для победы. Капитан также может отказаться от проведения иннингса до его начала. Иннингсы, от проведения которых команда отказалась, считаются сыгранными.
Правило 15: Перерывы. Матч предусматривает несколько типов перерывов различной продолжительности. Между иннингсами команды отдыхают в течение десяти минут. Существуют перерывы на ланч, чаепитие и специальный перерыв для утоления жажды. Расписание перерывов должно быть согласовано перед матчем. В некоторых ситуациях допускается изменение расписания.
Правило 16: Начало игры, прекращение игры. Сигналом к продолжению игры после перерыва служит команда судьи «Play» («игра»). Игра прекращается по команде «Time» («время»). Последний час игры должен включать не менее 20 оверов. Если сыграно меньшее количество оверов, судья продлевает игровое время для выполнения нормы.
Правило 17: Тренировка на поле. Игроки не могут использовать питч для тренировок в дни проведения матчей. Нарушение правила карается удалением игрока на некоторое время. Запрещаются пробные разбеги перед подачей, если по мнению судьи это может привести к трате игрового времени.

### Счёт и результат
Ещё одна группа правил посвящена набору очков и критериям, которые позволяют определить победителя матча. Счёт каждой команды часто представляется в форме m/n, где m — количество набранных командой ранов, а n — количество проигранных ею калиток Например, если команда набрала 100 ранов и проиграла 1 калитку, счёт команды может отображаться как 100/1 (1/100 или 100-1). Отметим, что победителем матча считается команда, набравшая большее число ранов. Количество проигранных калиток при определении победителя не учитывается.
Правило 18: Набор очков. Команда зарабатывает один ран, если её бэтсмен успешно пробегает из одного конца питча в другой. Следовательно, успех обоих бэтсменов приносит команде два рана. Пробег считается выполненным, если бэтсмен (оба бэтсмена) пробежал от своего поппингового криза до поппингового криза своего напарника и коснулся земли за ним битой или частью тела. Стартовая позиция отбивающего бэтсмена находится в одном конце питча, а стартовая позиция его напарника — в другом. Бэтсмены могут отказаться от пробега из-за риска разрушения калитки (см. Правило 28). Неудачная попытка пробега называется коротким пробегом (англ. short run), умышленные короткие пробеги могут караться в соответствии с правилами. Дополнительные раны присуждаются в случае нарушения некоторых правил соперником (см. Правила 2, 24, 25, 41 и 42), выхода мяча за границу поля (см. Правило 19) или потери мяча (см. Правило 20).
Правило 19: Границы поля. Границы поля определяются судьями и капитанами перед игрой. Желательно, чтобы граница поля была обозначена по всей своей длине. Если отбитый мяч касается или пересекает границу, команда бэтсмена получает 4 рана. Если мяч достиг границы без касаний поля, команда получает 6 ранов.
Правило 20: Потерянный мяч. Если мяч теряется или становится недоступным в результате других обстоятельств, он признаётся потерянным. Признать мяч потерянным может любой полевой игрок. Соперник нарушителя получает дополнительные раны Кроме того, отбивающая команда получает набранные раны, в том числе и те, которые выполнены в момент объявления мяча потерянным, или 6 ранов, если им удалось набрать меньше шести.
Правило 21: Результат. Победителем матча объявляется команда, набравшая большее число ранов. Если команды набрали равное число ранов, объявляется ничья-тай (англ. tie, не следует путать с draw). Если в тестовом крикете команда не успевает провести свой иннингс к концу назначенного времени, объявляется ничья-дроу (англ. draw). Таким образом, матч может завершиться победой одной из команд, ничьей по счёту или ничьей по времени.
Правило 22: Овер. Овер (англ. over) включает шесть подач, ноу-бол и уайд-бол не учитываются в качестве одной из них. Боулер не может подавать в течение двух оверов подряд.
Правило 23: Мёртвый мяч. Мяч появляется в игре в момент разбега боулера и становится мёртвым, когда в отношении него нельзя провести каких-либо действий. Когда мяч становится мёртвым, отбивающая команда не может набирать раны, а бэтсмен не может быть выведен из игры. Мяч может стать мёртвым по ряду причин. Наиболее распространёнными из них являются вывод бэтсмена из игры и касание границы поля.
Правило 24: Ноу-бол. Состояние ноу-бол (англ. no ball — «не мяч») объявляется, если боулер совершает подачу из запрещённого места, если он выпрямляет локоть в момент подачи, если подача представляется опасной, если после подачи мяч касается питча два раза и более, если после подачи мяч катится по питчу или если полевые игроки находятся в запрещённых местах. Ноу-бол добавляет отбивающей команде один ран, при этом все остальные набранные ей раны сохраняются. В большинстве случаев бэтсмен не может быть выведен из игры, если мяч находился в состоянии ноу-бола.
Правило 25: Уайд-бол. Если судья считает, что бэтсмен не имел возможности набрать раны ввиду неточной подачи боулера, объявляется состояние уайд-бол (англ. wide ball — «далёкий мяч»). Уайд-бол объявляется в тех ситуациях, когда после подачи мяч проходит над головой бэтсмена. После объявления уайд-бола команда получает один ран, при этом все остальные раны сохраняются.
Правило 26: Бай и лег-бай. Если мяч, не находящийся в ситуации ноу-бола или уайд-бола, пролетает мимо отбивающего бэтсмена, то набранные в результате розыгрыша раны будут называться баями (ед. ч. бай, англ. bye). Если мяч касается бэтсмена, но не его биты, раны будут называться лег-баями (англ. leg bye). Лег-бай не засчитывается, если бэтсмен не пытался совершить удар или увернуться от снаряда. В командной статистике баи учитываются как обычные раны, в то время как в личной статистике бэтсмена эти очки не учитываются.

### Вывод бэтсмена из игры
Правила 27—29 описывают основные принципы вывода бэтсмена из игры, а правила 30—39 описывают методы более конкретно. Помимо десяти способов, указанных в правилах 30—39, бэтсмен может покинуть игру по собственной инициативе. Ситуация, при которой бэтсмен не выводится из игры по итогам иннингса, называется нот-аутом (англ. not out — «не выбыл»).
Правило 27: Апелляции. Если полевые игроки считают, что бэтсмен был выведен из игры, то они могут обратиться к судье с формулировкой «How’s That?» («Как это?») до начала следующего розыгрыша. Судья рассматривает апелляцию и решает, действительно ли бэтсмен должен покинуть позицию. Строго говоря, полевые игроки должны сообщать судье обо всех случаях вывода бэтсмена из игры, в том числе очевидных. Однако в этих случаях бэтсмен, как правило, покидает позицию, не дожидаясь формальной процедуры.
Правило 28: Разрушение калитки. В случае разрушения калитки мячом, самим бэтсменом или кистью руки, в которой полевой игрок держал мяч, бэтсмен выводится из игры. Калитка считается разрушенной, когда падает по крайней мере один бейл.
Правило 29: Бэтсмен за пределами своей зоны. Бэтсмен считается находящимся в зоне, если какая-либо часть его тела или его бита касается земли за поппинговым кризом. В противном случае бэтсмен может быть выведен из игры посредством разрушения его калитки соперником (Правило 38) или специальным игроком оппонирующей стороны, уикет-кипером (Правила 39, 40). Если в момент разрушения калитки оба бэтсмена находятся вне своих зон, из игры выводится тот спортсмен, который находился ближе к разрушенной калитке.
Правило 30: Боулд. Ситуация боулд (англ. bowled) возникает, когда в результате подачи мяч разрушает калитку. До разрушения калитки мяч не должен касаться кого-либо из судей или игроков за исключением бэтсмена. Мяч может коснуться биты, перчатки или любой части тела бэтсмена.
Правило 31: Таймд-аут. Новый бэтсмен должен заменить своего предшественника в течение трёх минут после его выбывания, в противном случае выбывает и новый бэтсмен. Нарушение правила обозначается термином таймд-аут (англ. timed out — «время вышло»). В течение указанного периода бэтсмен или его партнёр должен приготовиться к подаче. В случае участия партнёра основной бэтсмен должен находиться в зоне.
Правило 32: Кот. Котом (англ. caught — «пойман») называется ситуация, когда полевой игрок ловит не коснувшийся земли мяч после его отражения бэтсменом. Поймавший мяч игрок должен при этом находиться в поле, то есть ни одна из частей его тела не должна касаться земли за пределами поля. До поимки мяч не должен касаться каких-либо объектов за пределами поля.
Правило 33: Касание мяча руками. Если бэтсмен намеренно касается мяча не касающейся биты рукой без согласия оппонентов, бэтсмен выводится из игры.
Правило 34: Двойной удар по мячу. Если бэтсмен дважды бьёт по мячу, не намереваясь защитить свою калитку и не имея согласия оппонентов, бэтсмен выводится из игры.
Правило 35: Удар по калитке. Если боулер уже начал подачу, разрушение своей калитки отбивающим бэтсменом или его битой влечёт выведение бэтсмена из игры.
Правило 36: Нога перед калиткой. Если в результате подачи мяч, который попадал бы в калитку при отсутствии бэтсмена, попадает в него без предварительного касания битой, бэтсмен может быть выведен из игры. Принятие решения о выведении бэтсмена из игры требует выполнения некоторых дополнительных условий.
Правило 37: Препятствование полевым. Если бэтсмен намеренно препятствует игре оппонентов словом или действием, он выводится из игры.
Правило 38: Ран-аут. Если бэтсмен находится вне зоны, и его калитка разрушается соперником, бэтсмен выводится из игры. Данное правило действует даже в ситуации ноу-бола.
Правило 39: Стампд. Бэтсмен выводится из игры, если его калитка разрушается уикет-кипером (см. Правило 40), в то время как сам бэтсмен находится вне зоны и не пытается выполнить ран. Данное правило не действует в ситуации ноу-бола.

### Полевые игроки
Правило 40: Уикет-кипер. Уикет-кипер (англ. wicket-keeper — «хранитель калитки») — особый игрок полевой команды, который находится позади калитки бэтсмена. Он является единственным спортсменом своей команды, которому позволяется использовать перчатки и щитки для ног.
Правило 41: Полевой игрок. Полевым игроком считается любой игрок команды, совершающей подачу. Задачи полевых игроков определяются намерением помешать сопернику в наборе ранов и вывести из игры десять бэтсменов оппонента. Полевой игрок может принимать мяч любой частью тела. Однако если полевой намеренно касается мяча в момент розыгрыша, мяч становится мёртвым, и соперник получает 5 ранов. Если мяч попадает в один из защитных шлемов полевой команды, находящихся на земле, мяч становится мёртвым, и соперник получает 5 ранов. В некоторых ситуациях наказания могут быть отменены.

### Правило 42 и Приложения
Правило 42 устанавливает принципы честной и нечестной игры в крикете. Если игрок полевой команды нечестным способом изменяет состояние мяча, отбивающая команда получает 5 ранов. Если полевые игроки отвлекают бэтсмена в момент подачи или во время подготовки к ней, мяч объявляется мёртвым. Второй и последующие подобные случаи в рамках одного иннингса будут приносить отбивающей команде по 5 ранов. Запрещается мешать или отвлекать обоих бэтсменов после отражения удара — в противном случае команда бэтсменов получает 5 ранов. Если капитан полевой команды затягивает время, разрешает затягивать время своему товарищу, или овер протекает неоправданно медленно, судья выносит предупреждение капитану (при необходимости мяч объявляется мёртвым). Дальнейшие промедления полевой команды принесут отбивающей команде 5 ранов. Не допускаются и затяжки, вызванные поведением бэтсмена — второй и последующие случаи затяжки времени принесут полевой команде по 5 ранов. Второй и последующие случаи повреждения питча полевым игроком принесут отбивающей команде по 5 очков (учитываются те повреждения, которых можно было избежать), аналогичное наказание предусмотрено и для бэтсмена. Бэтсмены не должны пытаться выполнить ран до момента подачи. Если боулер при этом не предпринимает попыток разрушить калитку, арбитр присуждает полевой команде 5 ранов.
Приложения:
- Приложение «A»: Описание и графики столбцов и бейлов.
- Приложение «B»: Описание и графики питча и кризов.
- Приложение «C»: Описание и графики перчаток.
- Приложение «D»: Определения.
- Приложение «E»: Бита.

## История крикета
Доподлинно известно, что англичане играли в крикет ещё в XVI веке. При этом некоторые историки утверждают, что игра «криэдж» (англ. creag), участником которой в 1301 году стал будущий английский король Эдуард II, является одной из ранних форм крикета. Этимология слова «крикет» также является предметом спора среди специалистов. В документах, содержащих самое раннее упоминание крикета, игра носит название «крекетт» (англ. creckett). Одна из гипотез гласит, что слово могло быть заимствовано из средненидерландского языка, поскольку в Средние века торговые связи между Англией и Фландрией были сильны. В средненидерландском слово krick(-e) означало «посох». Согласно другой версии, слово произошло от древнеанглийского cricc или cryce, означавшего «костыль» или «посох». В старофранцузском языке слово criquet, по всей видимости, обозначает «дубинку» или «палку». В словаре Сэмюэла Джонсона указано, что слово «крикет» происходит от саксонского cryce, что означает «палка». Другая гипотеза указывает на средненидерландское слово krickstoel, обозначающее длинный низкий стул, используемый для моления. Форма этого стула напоминает конструкцию калитки, использовавшейся на заре развития крикета. Эксперт по европейским языкам Хайнер Гиллмайстер утверждает, что слово «крикет» произошло от средненидерландского выражения met de (krik ket)sen, которым жители средневековых Нидерландов обозначали хоккей. Гиллмайстер считает, что не только название, но и сама игра имеет фламандское происхождение.
Первые свидетельства, содержащие упоминание об игре в крикет, относится к 1598 году. В нём сообщается, что ещё в середине века игры в «крекетт» проходили на общей земле в Гилфорде. Свидетельства были представлены на судебном заседании неким Джоном Дерриком, 59-летним коронером, который утверждал, что полвека назад он являлся учеником Свободной школы в Гилфорде, где он и его сверстники «играли в крекетт и другие игры». Предполагается, что изначально крикет был детской игрой, и первые упоминания об участии взрослых датированы 1610 годом. Вскоре крикетные матчи стали проводиться в английских деревнях. В 1624 году игрок по имени Джаспер Виналл умер от удара мячом по голове во время матча, проходившего между двумя суссекскими командами.
В XVII веке игра получила развитие на юго-востоке Англии, о чём свидетельствуют многочисленные документы. К концу столетия игра в крикет стала организованным мероприятием. Любители игры заключали друг с другом пари, пытаясь предугадать исход матча. Считается, что первые профессиональные игроки в крикет появились вскоре после реставрации Стюартов в 1660 году. Номер газеты Foreign Post от 7 июля 1697 года сообщает, что в Суссексе состоялся крупный матч, в котором приняли участие одиннадцать игроков от каждой команды. Данная заметка является первым упоминанием о крикетном матче в газетах.
В XVIII веке игра перешла на новую ступень развития и стала национальным видом спорта в Англии. Популярность крикета подогревалась эволюцией системы ставок, которая к тому времени привела к созданию полноценных профессиональных клубов, патронируемых состоятельными англичанами. К началу века игра стала весьма популярной в Лондоне, матчи на стадионе «Артиллери Граунд» собирали большое количество зрителей. Весьма распространённой стала разновидность крикета с одной калиткой. Амплуа боулера в современном понимании сформировалось около 1760 года, когда игроки в большинстве случаев стали подавать мяч с отскоком от питча, а не прокатывать его. Новый способ подачи привёл к изменению формы биты. Прямая бита позволяла лучше отражать мяч, идущий по более сложной траектории, раньше же она напоминала по форме хоккейную клюшку. В 60-х годах XVIII века был создан клуб «Хемблдон», который в течение двадцати лет был ведущей организацией в мире крикета. В 1787 году были открыты Марилебонский клуб и крикетный стадион «Лордс Олд Граунд», которые быстро завоевали статус центров крикета. «Марилебон» стал хранителем правил игры, новый свод которых был опубликован в конце века.
Традиционная для крикета манера подачи мяча «андерарм» (англ. underarm bowling), когда рука боулера проходит ниже его талии, в первой половине XIX века была заменена методом «раундарм» (англ. roundarm bowling). Этот способ предполагает наличие прямого угла между рукой и туловищем боулера в момент броска. Наконец, в 1864 году был признан ещё один способ подачи, «оверарм» (англ. overarm bowling), используемый в современном крикете. Выполняя подачу в этом стиле, боулер держит руку выше уровня плеча. Введение новых способов подачи мяча вызвало споры в крикетном сообществе.
В 1839 году был создан крикетный клуб Суссекса, который положил начало формированию состязаний на уровне графств. В 1890 году стартовал регулярный чемпионат графств по крикету. Тем временем, экспансия империи способствовала популяризации игры в Индии, Северной Америке, на Карибах, в Южной Африке и Австралазии. В 1844 году состоялся первый международный матч, в котором приняли участие сборные Соединённых Штатов и Канады. Впрочем, ни одна из команд не обладала статусом тестовой, поэтому данная встреча не считается матчем высшего уровня.
В 1859 году игроки английской сборной отправились в первое международное турне, посетив страны Северной Америки. Первая австралийская команда, сыгравшая за рубежом, была укомплектована аборигенами-скотоводами, которые в 1868 провели несколько матчей с командами английских графств. Англичане впервые прибыли в Австралию в 1861 году, а в сезоне 1876/77 сборная Англии приняла участие в первом тестовом матче по крикету, где сыграла с австралийцами на «Мельбурн Крикет Граунд».
Одним из известнейших игроков в крикет является Уильям Гилберт Грейс, который начал свою карьеру в 1865 году и завершил её в 1908-м. По мнению некоторых специалистов, Грейс стал одним из революционеров игры. За карьеру Грейс набрал 54896 ранов, 126 раз собирав сотню, и взял 2876 калиток. В 1882 году англичане и австралийцы стали ежегодно бороться за трофей под названием The Ashes («прах»). Турнир является одним из наиболее известных состязаний по крикету и поныне. Третьей тестовой сборной стала команда Южной Африки, сыгравшая с Англией в сезоне 1888/89. Конец XIX и начало XX века считается золотым веком крикета. Отчасти выделение именно этого периода связано с ностальгическими настроениями, появившимися у любителей игры после разрушительного периода Первой мировой войны.
Межвоенный период отмечен абсолютным доминированием одного спортсмена — австралийского игрока Дона Брэдмена, лучшего бэтсмена всех времён. Средний показатель его результативности в матчах первого уровня составляет 95,14, в то время как в тестовых матчах Брэдмен показал результативность на уровне 99,94. В первой половине XX столетия участниками тестовых матчей стали сборные Вест-Индии, Индии и Новой Зеландии. После Второй мировой войны к элите присоединились Пакистан, Шри-Ланка и Бангладеш. В 1970—1992 годах южноафриканская команда была исключена из крикетной элиты ввиду проведения в стране дискриминационной политики апартеида.
В 1963 году крикет вступил в новую эру. Команды английских графств стали использовать систему ограниченных оверов, которая позволяла проводить встречи в течение одного дня. Сокращение продолжительности одного матча позволило увеличить количество проводимых встреч. Первый международный матч с использованием этой системы состоялся в 1971 году. Международный совет крикета оценил преимущества нового формата, и инициировал проведение чемпионата мира по однодневному крикету, первый розыгрыш которого состоялся в 1975 году. В XXI веке появилась новая система ограниченных оверов под названием Twenty20, которая быстро получила широкое распространение.

## Форматы соревнований
Крикетные матчи могут проводиться по одному из общепринятых форматов. Выделяют два основных типа крикета: крикет первого уровня (англ. first-class cricket), в котором матчи ограничены по времени, и каждая команда проводит по два иннингса в роли отбивающей, и крикет с ограниченными оверами (англ. limited overs cricket), где продолжительность матча ограничивается количеством сыгранных оверов, и каждая из сторон проводит один иннингс, отбивая подачи соперника. Проведение матчей первого уровня занимает три дня или пять дней, в прошлом регистрировались и «бессрочные» матчи. В рамках одного игрового дня команды проводят на поле около шести часов. Матч с ограниченными оверами, число которых обычно составляет 20 или 50, проводится в течение одного дня. С другой стороны, участники матча с ограниченными оверами могут провести на поле и более шести часов. Наряду с классическим крикетом продолжают развиваться крикет в помещениях и садовый крикет.
Одним из наиболее успешных форматов в истории крикета стала игра в «одну калитку» (англ. single wicket). Этот формат, популярный в XVIII и XIX веках, предполагает наличие в каждой команде от одного до шести спортсменов, лишь один из которых выполняет функции бэтсмена в течение всего иннингса. Данный тип крикета утратил позиции с появлением матчей с ограниченными оверами.

### Тестовый крикет
Тестовый крикет является высшей формой состязаний в крикете первого уровня. Тестовые матчи проводятся только между сборными стран, которые обладают статусом полного члена Международного совета крикета. История тестовых матчей ведётся с двух матчей между сборными командами Австралии и Англии, состоявшихся в сезоне 1876/77. Впоследствии ещё восемь команд приобрели возможность участвовать в тестовых матчах: ЮАР (1889), Вест-Индия (1928), Новая Зеландия (1929), Индия (1932), Пакистан (1952), Шри-Ланка (1982), Зимбабве (1992), Бангладеш (2000). В 2006—2011 годах сборная Зимбабве не участвовала в тестовых матчах. Южная Африка вышла из состава Международного совета крикета в 1961 году и вернулась туда более тридцати лет спустя. Команда практически не проводила тестовые матчи в этот период. Валлийские крикетисты по традиции выступают за сборную Англии. Сборная Вест-Индии комплектуется спортсменами из нескольких стран Центральной и Южной Америки, в том числе Барбадоса, Гайаны, Ямайки, Тринидада и Тобаго. Некоторые игроки сборной представляют Наветренные и Подветренные острова.
Довольно часто тестовые матчи проводятся в рамках серии встреч между двумя соперниками, серия включает три или пять матчей. Превышение заявленного времени проведения матча на тестовом уровне ведёт к ничье-дроу. Из-за этого проигрывающие команды нередко выбирают оборонительную тактику, которая позволит потратить большее количество времени и избежать поражения.
Победителю той или иной серии тестовых матчей может вручаться особый приз. С 1882 года англичане и австралийцы разыгрывают трофей The Ashes практически во всех своих тестовых сериях. Кроме того, Австралия сражается за Фрэнк Уоррелл Трофи с Вест-Индией и за Бордер-Гаваскар Трофи с Индией. Приз Уисден Трофи присуждается победителю противостояния между Англией и Вест-Индией.

### Крикет с ограниченными оверами
Стандартная схема игры с ограниченными оверами появилась в Англии в сезоне 1963 года. Система была впервые использована в турнире, проводившемся среди сильнейших сборных английских графств. Эксперимент был признан удачным, и в 1969 году по этим же правилам был создан национальный чемпионат. Со временем система стала использоваться и в других странах. В 1971 году состоялся первый международный матч с ограничением по оверам, а уже в 1975 году был проведён первый розыгрыш кубка мира. Новый формат постепенно обретал и другие особенности. Игроки стали использовать форму различных цветов, мяч стал белым, а на стадионах стало использоваться искусственное освещение.
Одной из форм игры с ограниченными оверами является однодневный матч (англ. One Day International, ODI). Матчи ODI позволяют определить победителя встречи с большей вероятностью, поскольку в этом формате невозможна ничья-дроу. Впрочем, определению сильнейшей команды могут помешать задержки в проведении встречи или равный по количеству ранов счёт. В рамках матча ODI каждая из сторон принимает роль отбивающей лишь в одном иннингсе, включающем некоторое установленное число оверов (как правило, 50).
Относительно новым вариантом формата с ограниченными оверами является система Twenty20 («Двадцать20») — система появилась в Англии в 2003 году. Правила Twenty20 позволяют провести матч в течение трёх часов или чуть более длительного периода. Изначально формат был разработан для того, чтобы любители крикета могли наблюдать за игрой в часы досуга. Система оказалась успешной с коммерческой точки зрения, и вскоре стала применяться в других странах. Первый чемпионат мира по правилам Twenty20 был проведён в 2007 году, победителем турнира стала индийская команда. Проведение мирового первенства способствовало созданию национальных чемпионатов по этим правилам. Одной из наиболее успешных лиг по Twenty20 стала индийская, клубы которой заключают контракты с сильнейшими спортсменами разных стран. С 2009 года сильнейшие клубы этой системы соревнуются в международной Лиге чемпионов, которая объединяет команды Австралии, Англии, Вест-Индии, Индии, Новой Зеландии, Пакистана, Шри-Ланки и ЮАР.

### Национальные чемпионаты
Под матчами первого уровня часто понимают игры сильнейших команд в национальных чемпионатах ряда стран. К числу турниров первого уровня относят чемпионат английских графств, в котором принимают участие 18 региональных команд. Титул чемпиона среди графств получил официальное оформление в 1890 году, однако первые упоминания о чемпионах Англии появились значительно раньше. В сезоне 1892/93 стартовал турнир Шеффилд Шилд, определявший сильнейшую команду первого класса в Австралии. В этом соревновании принимают участие сборные команды австралийских штатов. Достаточно давнюю историю имеют индийский турнир Ранджи Трофи, новозеландский Планкет Шилд, южноафриканский кубок Карри и карибский Шелл Шилд.
Первый национальный чемпионат с ограниченными оверами — английский кубок Джиллетт — был проведён в 1963 году. В последние годы внутренние чемпионаты всё чаще проводятся в формате Twenty20.

## Международное распространение
Международный совет крикета осуществляет глобальное регулирование крикетом и проводит крупнейшие соревнования среди национальных сборных, в том числе чемпионат мира. Штаб-квартира организации расположена в Дубае (ОАЭ). Совет назначает судей на все международные тестовые, матчи ODI и встречи Twenty20. Совет был создан в 1909 году представителями Англии, Австралии и Южной Африки. В течение полувека организация носила название Имперская крикетная конференция (англ. Imperial Cricket Conference), в 1965 году слово «имперская» было заменено на «международная» (англ. International Cricket Conference), и в 1989 году организация приняла нынешнее название.
По состоянию на 2013 год в состав совета входят 106 национальных крикетных федераций. 10 из них обладают статусом полного члена, который позволяет принимать участие в тестовых матчах. 34 федерации числятся в организации на правах ассоциированых членов, 60 национальных союзов имеют статус аффилированных членов. Национальные федерации регулируют основные вопросы, связанные с проведением соревнований внутри страны, формируют сборные команды и организуют международные туры своих спортсменов. Среди ведущих сборных две — Англия и Вест-Индия — представляют не государство, а его часть и объединение государств соответственно. Сборная Англии управляется Английским и валлийским крикетным советом, наряду с которым в Великобритании действуют организации Cricket Ireland и Cricket Scotland. Вест-Индия представляет региональный крикетный совет, в который входят представители четырёх национальных и двух межнациональных федераций.

### Региональные федерации
- Азиатский крикетный совет[135]
- Американская ассоциация крикета[136]
- Африканская ассоциация крикета[137]
- Европейский совет крикета[138]
- Международный совет крикета — Восточная Азия—Тихий океан[139]

### Члены
Поскольку сборные команды полных членов совета могут принимать участие в тестовых матчах, им автоматически присуждается право участия в турнирах по правилам ODI и Twenty20.
| Страна (регион)     | Национальная федерация                  | Приобретение членства | Тестовый рейтинг | Рейтинг ODI | Рейтинг Twenty20 |
| ------------------- | --------------------------------------- | --------------------- | ---------------- | ----------- | ---------------- |
| Флаг Австралии      | Cricket Australia                       | 15 июля 1909 г.       | 4                | 4           | 7                |
| Флаг Афганистана    | Афганский крикетный совет               | 22 июня 2017 г.       |                  |             |                  |
| Флаг Англии         | Английский и валлийский крикетный совет | 15 июля 1909 г.       | 2                | 2           | 5                |
| Флаг Бангладеш      | Бангладешский крикетный совет           | 26 июня 2000 г.       | 9                | 9           | 9                |
| Флаг Вест-Индии     | Вест-индийский крикетный совет          | 31 мая 1926 г.        | 7                | 7           | 2                |
| Флаг Зимбабве       | Zimbabwe Cricket                        | 6 июля 1992 г.        | —                | 10          | 10               |
| Флаг Индии          | Совет контроля за крикетом в Индии      | 31 мая 1926 г.        | 3                | 1           | 3                |
| Флаг Ирландии       | Cricket Ireland                         | 22 июня 2017 г.       |                  |             |                  |
| Флаг Новой Зеландии | New Zealand Cricket                     | 31 мая 1926 г.        | 8                | 8           | 8                |
| Флаг Пакистана      | Пакистанский крикетный совет            | 28 июля 1953 г.       | 5                | 6           | 4                |
| Флаг Шри-Ланки      | Sri Lanka Cricket                       | 21 июля 1981 г.       | 6                | 5           | 1                |
| Флаг ЮАР            | Cricket South Africa                    | 15 июля 1909 г.       | 1                | 3           | 6                |

Ассоциированные и аффилированные члены не могут участвовать в тестовых матчах, но в случае успешного выступления в Мировой лиге они могут стать участниками однодневных матчей. Шесть сильнейших сборных второго эшелона получают право играть как в ODI, так и в Twenty20, что позволяет им проводить матчи с командами полных членов совета.
| Страна (регион)  | Национальная федерация                   | Приобретение членства | Рейтинг ODI |
| ---------------- | ---------------------------------------- | --------------------- | ----------- |
| Флаг Афганистана | Афганский крикетный совет                | 2001 г.               | 14          |
| Флаг Ирландии    | Cricket Ireland                          | 1993 г.               | 11          |
| Флаг Канады      | Cricket Canada                           | 1968 г.               | 16          |
| Флаг Кении       | Cricket Kenya                            | 1981 г.               | 13          |
| Флаг Нидерландов | Королевский нидерландский крикетный союз | 1966 г.               | 12          |
| Флаг Шотландии   | Cricket Scotland                         | 1994 г.               | 15          |

## Статистика
В крикете существует достаточно большое количество всевозможных параметров результативности и эффективности. К основным показателям бэтсмена относят:
- Иннинги (I): количество иннингсов, в которых бэтсмен принял участие.
- Нот-ауты (NO): количество иннингсов, в которых бэтсмен не был выведен из игры.
- Раны (R): количество набранных ранов.
- Высший счёт (HS/Best): наибольшее количество ранов, когда-либо набранных бэтсменом.
- Средняя результативность (Ave): среднее количество ранов в иннингсе, по итогам которого бэтсмен выбыл из игры[прим. 16].
- Сенчури (100): количество иннингсов, в которых бэтсмен набрал 100 и более ранов.
- Половина сенчури (50): количество иннингсов, в которых бэтсмен набрал от 50 до 99 ранов.
- Количество мячей (BF): общее количество принятых мячей (ноу-болы учитываются, уайд-болы не учитываются).
- Страйк-рейт (SR): количество ранов, набранных на сотню принятых мячей.
- Ран-рейт (RR): количество ранов, набранных в одном овере.

Оценка игры боулера осуществляется на основании следующих параметров:
- Оверы (O): количество поданных оверов.
- Мячи (B): количество поданных мячей[прим. 17].
- Чистые оверы (M): количество оверов, в которых боулер не отдал ни одного рана.
- Раны (R): количество отданных ранов.
- Калитки (W): количество разрушенных калитов.
- Ноу-болы (Nb): количество поданных ноу-болов.
- Уайд-болы (Wd): количество поданных уайд-болов.
- Средняя результативность (Ave): среднее количество отданных ранов на одну калитку.
- Страйк-рейт (SR): среднее количество поданных мячей на одну калитку.
- Экономи-рейт (Econ): среднее количество отданных ранов на один овер.

## Женский крикет
Первое упоминание о женском крикетном матче имело место в заметке в газете The Reading Mercury от 26 июля 1745 года. Журналист сообщил о матче, который состоялся «между одиннадцатью девицами из Брэмли и одиннадцатью девицами из Хэмблдона, одетыми в белое». Первый женский крикетный клуб, «Уайт Хэзар» (англ. White Heather, «Белый вереск»), был создан в Йоркшире в 1887 году. Через три года команда Original English Lady Cricketers отправилась в тур по городам Англии.
В 1958 году для координации вопросов международного женского крикета был создан аналог мужского совета, который принял компетенцию Ассоциации женского крикета Англии, выполнявший функции международного регулятора ранее. В 2005 году женский совет стал подразделением Международного совета крикета.
Первый тестовый матч среди женских сборных прошёл в 1934 году между командами Австралии и Англии. В следующем году статус тестовой сборной получила Новая Зеландия. Впоследствии число женских тестовых команд увеличилось до десяти. В 1973 стартовало мировое первенство среди женщин по правилам ODI. Шестикратным чемпионом мира среди женских команд является австралийская сборная, три раза победа доставалась Англии, один титул завоевала Новая Зеландия. Формат Twenty20 используется с 2004 года. В 2009 году состоялся первый розыгрыш мирового первенства по правилам Twenty20.

## Комментарии
1. ↑  Игрок, способный одинаково хорошо выполнять функции боулера и бэтсмена, называется олл-раундером (англ. all-rounder — «круговой»).
2. ↑  Постепенный износ мяча в течение иннингса является одним из существенных аспектов игры.
3. ↑  В 1979 году Деннис Лилли использовал алюминиевую биту в одном из международных матчей (см. видео Архивная копия от 19 августа 2017 на Wayback Machine). После этого в правила было добавлено положение о материале биты.
4. ↑  В профессиональном крикете матчи практически всегда проводятся на травяном покрытии. Любительские встречи могут проводиться на искусственном покрытии.
5. ↑  Прочие требования в отношении калиток и их составляющих изложены в Приложении «A».
6. 1 2  Матчем в два иннингса называется игра, состоящая из четырёх иннингсов, в двух из которых отбивает одна команда, а в двух — другая.
7. ↑  Мяч признаётся мёртвым, если бэтсмен не может совершать раны, а полевые игроки не могут вывести бэтсмена из игры (см. Правило 23).
8. ↑  Допускаются также представления n/m или m-n.
9. ↑  За исключением некоторых ситуаций в тестовом крикете, когда может быть объявлена ничья-дроу даже при наличии лидера по числу ранов.
10. ↑  Тем не менее, при указании итогового счёта матча используются формулировки «победа [с преимуществом] по пробегам» (by runs) и «победа [с преимуществом] по калиткам» (by wickets). Дело в том, что в англоязычной литературе вывод бэтсмена из игры обозначается термином «taking a wicket» или «fall a wicket» («взятие калитки» или «падение / разрушение калитки»). Если в матче с ограниченными оверами побеждает команда, которая отбивала первой, применяется формулировка «победа по ранам» (англ. win by runs), при этом указывается перевес по количеству ранов. Если в матче с ограниченными оверами побеждает команда, которая отбивала второй, причём не все бэтсмены этой команды были выведены из игры, применяется формулировка «победа по калиткам» (англ. win by wickets). Например, если в победившей таким образом команде были выведены только четыре бэтсмена, то в протоколе матча будет указана победа команды «с преимуществом в шесть калиток» (англ. won by six wickets).
11. ↑  Дополнительные раны за потерянный мяч не отменяют штрафных ранов за ноу-бол (см. Правило 24), уайд-бол (см. Правило 25), умышленный короткий пробег или нечестную игру.
12. ↑  В случае отсутствия бейлов из-за плохой погоды или по другой причине устанавливаются другие критерии разрушения калитки.
13. ↑  В англоязычной литературе данное правило называется Leg before wicket или lbw.
14. ↑  Однодневные матчи могут проводиться в течение двух дней из-за плохой погоды или по другим причинам (см. источник).
15. ↑  Южная Африка вышла из организации в 1961 году и вновь стала её членом в 1991 году.
16. ↑  Несмотря на то, что при расчёте показателя учитываются только те иннингсы, в которых бэтсмен выбыл, берётся общее число ранов, в том числе и тех, которые были выполнены в нот-ауте.
17. ↑  Подсчёт оверов имеет более глубокие традиции, однако подсчёт мячей более точен, так как в ходе истории количество подач в одном овере варьировалось.
18. ↑  англ. “…between eleven maids of Bramley and eleven maids of Hambledon, all dressed in white.”